# Boxning vid europeiska spelen 2015
Boxning vid europeiska spelen 2015 i Baku avgjordes mellan 16 juni och 27 juni i Bakus kristallhall. Tävlingarna bestod av tio grenar för herrarna och fem för damerna. Endast en idrottare från varje nation fick delta i varje gren.

## Medaljsummering
Herrar
| Gren            | Guld                        | Silver                      | Brons                                            |
| Lätt flugvikt   | Bator Sagaluev (RUS)        | Brendan Irvine (IRL)        | Muhammes Unlu (TUR) · Dmytro Zamotayev (UKR)     |
| Flugvikt        | Elvin Mamishzada (AZE)      | Vincenzo Picardi (ITA)      | Hamza Touba (GER) · Viliam Tanko (SVK)           |
| Bantamvikt      | Bakhtovar Nazirov (RUS)     | Dzmitry Ssanau (BLR)        | Tayfur Aliyev (AZE) · Qais Ashfaq (GBR)          |
| Lättvikt        | Albert Selimov (AZE)        | Sofiane Oumiha (FRA)        | Sean McComb (IRL) · Mateusz Polski (POL)         |
| Lätt weltervikt | Collazo Sotomayor (AZE)     | Vincenzo Mangiacapre (ITA)  | Kastriot Sopa (GER) · Viktor Petrov (UKR)        |
| Weltervikt      | Parviz Baghirov (AZE)       | Alexander Besputin (RUS)    | Josh Kelly (GBR) · Yaroslav Samofalov (UKR)      |
| Mellanvikt      | Michael O'Reilly (IRL)      | Xaybula Musalov (AZE)       | Zoltan Harcsa (HUN) · Maxim Koptyakov (RUS)      |
| Lätt tungvikt   | Teymur Mammadov (AZE)       | Valentino Manfredonia (ITA) | Pavel Silyagin (RUS) · Oleksandr Khyzhniak (UKR) |
| Tungvikt        | Abdulkadir Abdullayev (AZE) | Gevorg Manukian (UKR)       | Josip Bepo Filipi (CRO) · Sadam Magomedov (RUS)  |
| Supertungvikt   | Joe Joyce (GBR)             | Gasan Gimbatov (RUS)        | Mahammadrasul Majidov (AZE) · Tony Yoka (FRA)    |

Damer
| Gren            | Guld                       | Silver                  | Brons                                        |
| Flugvikt        | Nicola Adams (GBR)         | Sandra Drabik (POL)     | Saina Sagataeva (RUS) · Elif Coskun (TUR)    |
| Bantamvikt      | Elena Saveleva (RUS)       | Marzia Davide (ITA)     | Anna Alimardanova (AZE) · Azize Nimani (GER) |
| Lättvikt        | Katie Taylor (IRL)         | Estelle Mossely (FRA)   | Yana Alekseevna (AZE) · Tasheena Bugar (GER) |
| Lätt weltervikt | Anastasiaa Beliakova (RUS) | Valentina Alberti (ITA) | Sandy Ryan (GBR) · Aneta Rygielska (POL)     |
| Mellanvikt      | Nouchka Fontijn (NED)      | Anna Laurell Nash (SWE) | Sarah Scheurich (GER) · Lidia Fidura (POL)   |